# OR3A1
OR3A1 (англ. Olfactory receptor family 3 subfamily A member 1) – білок, який кодується однойменним геном, розташованим у людей на короткому плечі 17-ї хромосоми. Довжина поліпептидного ланцюга білка становить 315 амінокислот, а молекулярна маса — 34 609.
| 10         |  | 20         |  | 30         |  | 40         |  | 50         |
| ---------- |  | ---------- |  | ---------- |  | ---------- |  | ---------- |
| MQPESGANGT |  | VIAEFILLGL |  | LEAPGLQPVV |  | FVLFLFAYLV |  | TVRGNLSILA |
| AVLVEPKLHT |  | PMYFFLGNLS |  | VLDVGCISVT |  | VPSMLSRLLS |  | RKRAVPCGAC |
| LTQLFFFHLF |  | VGVDCFLLTA |  | MAYDRFLAIC |  | RPLTYSTRMS |  | QTVQRMLVAA |
| SWACAFTNAL |  | THTVAMSTLN |  | FCGPNVINHF |  | YCDLPQLFQL |  | SCSSTQLNEL |
| LLFAVGFIMA |  | GTPMALIVIS |  | YIHVAAAVLR |  | IRSVEGRKKA |  | FSTCGSHLTV |
| VAIFYGSGIF |  | NYMRLGSTKL |  | SDKDKAVGIF |  | NTVINPMLNP |  | IIYSFRNPDV |
| QSAIWRMLTG |  | RRSLA      |  |            |  |            |  |            |

A: Аланін

C: Цистеїн

D: Аспарагінова кислота

E: Глутамінова кислота

F: Фенілаланін

G: Гліцин

H: Гістидин

I: Ізолейцин

K: Лізин

L: Лейцин

M: Метіонін

N: Аспарагін

P: Пролін

Q: Глутамін

R: Аргінін

S: Серин

T: Треонін

V: Валін

W: Триптофан

Кодований геном білок за функціями належить до рецепторів, g-білокспряжених рецепторів, білків внутрішньоклітинного сигналінгу. 
Локалізований у клітинній мембрані.